# Roel Braas
Roel Braas (ur. 11 marca 1987 r. w Alkmaarze) – holenderski wioślarz.

## Osiągnięcia
- Mistrzostwa Świata U-23 – Račice 2009 – jedynka – 2. miejsce[1].
- Mistrzostwa Europy – Montemor-o-Velho 2010 – jedynka – 14. miejsce[1].